# Olivia Smoliga
Olivia Smoliga (Glenview, 12 de outubro de 1994) é uma nadadora estadunidense, campeã olímpica.

## Carreira

### Rio 2016
Smoliga competiu nos Jogos Olímpicos de 2016 e foi ouro com o revezamento 4x100 metros medley.